# 1 E3 s
Cet article liste des exemples de temps de l'ordre de 10³ s, soit 1 000 secondes, afin de comparer différents ordres de grandeur.

## Exemples
- 0,886 × 10³ s : 886 s (14 min 46 s), demi-vie des neutrons libres.
- 1 × 10³ s : 1 000 secondes, soit 16 minutes et 40 secondes.
- 2,926 × 10³ s : 2 926 s (48 min 46 s), modification du lever de lune d'un jour à l'autre.
- 3,48 × 10³ s : 3 480 s (58 min), demi-vie du nobélium-259.
- 3,60 × 10³ s : 3 600 s, une heure.
- 4,44 × 10³ s : 4 440 s (74 min), durée maximale originelle d'un disque compact.
- 5,00 × 10³ s : 5 000 s, soit 1 h 23 min 20 s.